# 代爾姆格倫德湖

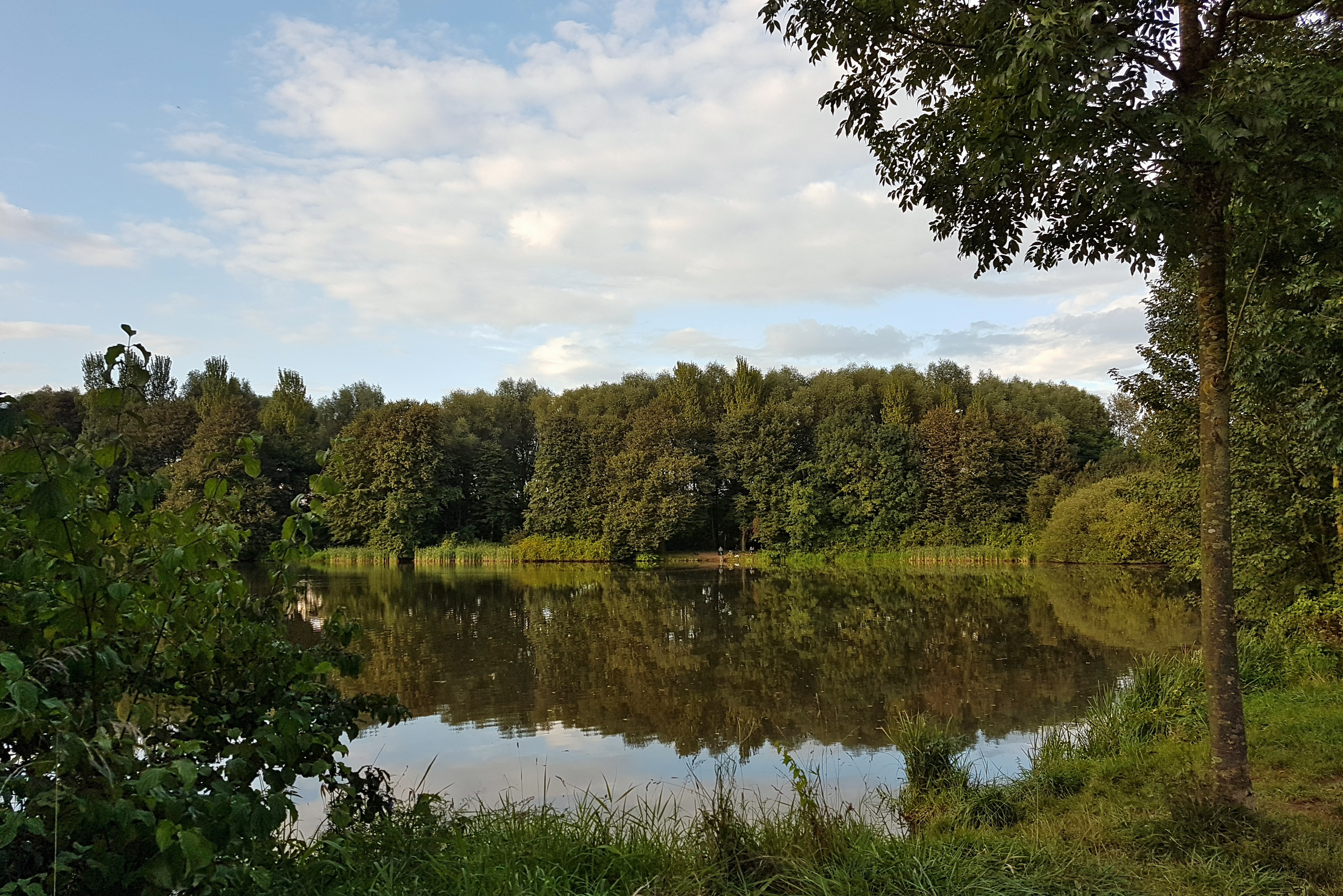

53°02′10″N 8°36′56″E / 53.036052°N 8.615513°E
代爾姆格倫德湖（德語：Delmegrundsee），是德國的湖泊，位於該國西北部，由下薩克森州負責管轄，處於代爾門霍斯特以南，長0.2公里、寬0.2公里，面積0.04平方公里。